# محمد مبروك
العقيد محمد مبروك السيد خطاب (1974 - 2013) ضابط شرطة مصري، عمل لدى قطاع الأمن الوطني وكان الضابط المسؤول عن ملف جماعة الإخوان المسلمين أثناء عمله في جهاز أمن الدولة، وكان المسؤول عن ملف قضية التخابر التي اتهم فيها مسؤولين سابقين وقيادات من ضمنهم الرئيس المصري الأسبق محمد مرسي والشاهد الرئيسي في المحاكمة، كما ساهم في إلقاء القبض على العديد من قيادات جماعة الإخوان ضمن منهم المرشد العام محمد بديع وخيرت الشاطر.
في نوفمبر 2013 اُغتيل بعد أن استهدفته جماعة أنصار بيت المقدس وكان على رأس قائمة الاغتيالات لضباط الشرطة، وأطلق ملثمون 12 رصاصة عليه أثناء خروجه من منزله مما أسفر عن مقتله.

## حياته
ولد محمد مبروك في منطقة الزيتون محافظة القاهرة عام 1974، وتخرج في كلية الشرطة عام 1995، والتحق بجهاز أمن الدولة بعد عامين فقط من تخرجه واستمر في عمله بأمن الدولة منذ عام 1997 حتى مايو عام 2011، وبعدها تم نقله إلى جهاز الأمن الوطنى بمديرية أمن الجيزة.
وفي عام 2012 وبعد تولِي مرسي الحكم صدر قرار بنقله إلى 6 أكتوبر وإبعاده عن قطاع الأمن الوطني، لكن في يوليو 2013 وبعد الإطاحة بحكم الرئيس مرسي تم إرجاعه إلى جهاز الأمن الوطني مجدداً.

## ملف الإخوان
في التسعنيات وبعد اغتيال اللواء رؤوف خيرت المسؤول عن الملف التكفيري أو الملف المتطرف كما يعرف بجهاز مباحث أمن الدولة منتصف التسعينيات، رفض العديد من اللواءات بجهاز مباحث أمن الدولة تولٌي مسؤولية الملف الديني، وذلك لكون عناصر الجهاز العاملة في هذا الملف تخوض حرباً ضروساً ضد العناصر الجهادية بتنظيم الجهاد والجماعة الإسلامية.
وبعد شهرين تقريباً من وفاته تصدى للمهمة اللواء أحمد رأفت أو كان يعرف بالحاج مصطفى رفعت وكان حينها برتبة عقيد وقد خاض حرباً ضد العناصر الجهادية التابعة للجماعة الإسلامية، ووضع سياسة عمل جديدة اعتمدت في الأساس على ضم عناصر شابة صغيرة السن من الشرطة ليتشكل ما يعرف بأبناء أمن الدولة لديهم من القدرات الكفيلة على مواجهة المتطرفين، وكان من بين العناصر التي انتقاها رفعت الملازم أول محمد مبروك وتم تدريبه لمدة عام كامل ليكون أحد ضباط مكافحة الإرهاب الذين يشار إليهم بالبنان، حيث حصل المقدم محمد مبروك على ما يزيد على 10 دورات تدريبية في مجال مكافحة الإرهاب.
كان من أهم العناصر التي عاونت اللواء أحمد رأفت هو محمد مبروك حيث دخل في حوارات وبدأ يقوم بإحضار شيوخ الأزهر لمناقشة ومحاورة العناصر الجهادية، وطلب الحصول على دورة متقدمة في الفقه الديني لتجنب أي تأثير قد يتعرض له من الآراء الفقهية الدينية المتطرفة.
ومع انتقال العمليات الإرهابية من الصعيد والدلتا إلى سيناء، كان مبروك من العناصر التي شاركت في ملاحقة الجهاديين في سيناء بفاعلية وكان أحد المسؤولين عن الملف المتطرف التكفيري بسيناء ثم انتقل بعد ذلك للقاهرة.
أصبح محمد مبروك الضابط المسئول عن متابعة ملف جماعة الإخوان المسلمين لدى جهاز أمن الدولة، وبحسب بعض المصادر الأمنية أن مبروك قام بتحريات عن وجود اتصالات بين جماعة الإخوان وتنظيمها الدولى وقيادات أمريكية من أجل في مشروع (الفوضى الخلاقة والشرق الأوسط الجديد) بحسب وصف وزيرة الخارجية الأمريكية السابقة كونداليزا رايس آنذاك وما ينطوى عليه من إعادة تقسيم دول الشرق الأوسط، وهو الأمر الذي كان محلا للتحقيق من قبل نيابة أمن الدولة العليا في القضية رقم 500 لسنة 2008 حصر أمن الدولة العليا.
وقبل أحداث ثورة 25 يناير في 9 يناير 2011 نجح في تسجيل مكالمات هاتفية ورصد رسائل متبادلة بين محمد مرسي عضو مكتب الإرشاد آنذاك وأحمد عبد العاطي مسؤول التنظيم الدولى للإخوان في تركيا، حيث تم القبض على محمد مرسى و 34 من قيادات الإخوان على ذمة القضية وأودعوا بسجن وادى النطرون ولكنهم هربوا من السجن عقب أحداث جمعة الغضب، وقدم مبروك في هذا الوقت تقريراً مفصلاً حول اجتماع قيادات الإخوان للتنسيق لأحداث العنف أثناء أحداث ثورة 25 يناير.
وفي 2013 وعقب أحداث فض اعتصامي رابعة العدوية والنهضة نجحت تحرياته في إلقاء القبض على عدد من قيادات جماعة الإخوان على رأسهم: محمد بديع المرشد العام وخيرت الشاطر عضو مكتب الإرشاد.

## ملف قضية التخابر
عقب عودته لجهاز الأمن الوطني في يوليو 2013 قام بإعداد ملف تحريات يثبت فيه تورط الرئيس المعزول محمد مرسي وعدد من قيادات والمسئولين السابقين في قضية تخابر مع قيادات من حماس، وكان مبروك هو الشاهد الرئيسي للمحاكمة.

## اغتياله
في نوفمبر 2013 قامت جماعة أنصار بيت المقدس بإصدار أوامر باغتيال المقدم محمد مبروك والذي كان على رأس قائمة إغتيالات تستهدف قيادات من الشرطة المصرية، وتم الاستعانة بضابط مصري يدعى محمد عويس هو ضابط بالإدارة العامة لمرور القاهرة الذي كان زميلاً وصديقاً له، وطلبوا منه إمدادهم بمعلومات عن مجموعة من الضباط يعملون بجهاز الأمن الوطني من ضمنهم مبروك والذي قام بإمداد التنظيم بمعلومات عن تحركات خط سير زميله.
وفي مساء يوم الأحد الموافق 17 نوفمبر 2013 قام 7 أشخاص ملثمين بتنفيذ عملية اغتيال المقدم مبروك حيث استخدموا سيارتين وتم إطلاق 13 رصاصة عليه أثناء خروجه من منزله بمدينة نصر ولقي مصرعه على الفور.
ونعى رئيس الجمهورية وقتها عدلي منصور المقدم محمد مبروك الضابط بقطاع الأمن الوطني الذي اغتالته العناصر الإرهابية مساء يوم الأحد واعتبره شهيدًا للواجب والوطن، واتهمت الشرطة المصرية جماعة الإخوان المسلمين بتخطيط وتنفيذ حادث الاغتيال وأن الغرض هو منع مبروك من استكمال ملف تحقيقات قضية التخابر.

## محاكمة القتلة
عقب الحادث أعلنت وزارة الداخلية المصرية إنه توافرت للوزارة معلومات كشفت أن وراء ارتكاب الواقعة شخص يدعى محمد فتحى الشاذلى وخلال عملية استهدافه للقبض عليه حدث تبادل إطلاق النيران وقتل خلالها النقيب أحمد سمير، وأضافت أن أجهزة الأمن ضبطت مع المتهم وأعوانه أسماء لضباط أمن وطنى مستهدفين وخرائط ورسومات ورسم كروكى لمديرية أمن الجيزة، وكذلك تمكنت الأجهزة الأمنية من ضبط المتهمين باستهداف موكب وزير الداخلية.
في أثناء التحقيقات التي جرت في القضية رقم 25 لسنة 2014 جنايات أمن الدولة العليا المعروفة باسم أنصار بيت المقدس والتي أفادت إن عويس كان من أصدقاء مبروك وأن عويس أمد العناصر الإرهابية التابعة لجماعة الإخوان وتنظيم بيت المقدس بمعلومات ساعدتهم في عملية الإغتيال، وكشفت تحريات النيابة عن وجود محاولتين قبلها لعملية إغتياله.
وفي 2 مارس 2020 قضت محكمة جنايات أمن الدولة برئاسة المستشار حسن محمود فريد وعضوية المستشارين خالد حماد وباهر بهاء الدين بإعدام محمد عويس و36 آخرين على رأسهم هشام عشماوي وآخرين من العناصر التكفيرية.

## تكريمه
عقب إغتياله تم ترقيته إلى رتبة عقيد، وقام الرئيس المؤقت وقتها عدلي منصور بتكريم أسرة محمد مبروك أثناء تسليمه الوسام التقديري لأهالي شهداء الشرطة، وقامت محافظة القاهرة بإطلاق أسمه على إحدى المدارس في القاهرة.

## في الإعلام
ظهرت شخصية محمد مبروك ضمن أحداث مسلسل الاختيار 2 وقام بتجسيد شخصيته الممثل إياد نصار والذي عرض في رمضان 2021، وتناول المسلسل نشاطه في ملف التخابر وكذلك عملية إغتياله.